# Dolonembia tapirapae
Dolonembia tapirapae is een insectensoort uit de familie Archembiidae, die tot de orde webspinners (Embioptera) behoort. 
Dolonembia tapirapae is voor het eerst wetenschappelijk beschreven door Ross in 2001.